# Umlaut (Zeitschrift)
Umlaut (Eigenschreibweise um[laut]), Untertitel junge kunst. politische kunst. mindestens, ist ein 2008 in Köln gegründetes Magazin für zeitgenössische Literatur, Fotografie, Malerei, Streetart und zeitgenössische Kunst.
Die Zeitschrift vereint dabei vor allem junge Künstler aus dem deutschsprachigen Raum, die „eine gewisse Sorge um die Welt“  umtreibt und deren Texte und Werke einen klaren gesellschaftlichen Bezug erkennen lassen.
Mit jeder Ausgabe wird damit aufs Neue die Frage nach den Wechselbeziehungen von Kunst und Politik offen oder implizit gestellt.
Die Beiträge der Künstler erscheinen in der Regel ohne große Begleittexte und verschließen sich so einfachen Interpretationen.  Der Leser wird so aufgefordert, sich seine eigenen Gedanken zu machen.
Veröffentlicht werden sowohl Arbeiten von noch unbekannten Autoren und Künstlern wie auch von etablierten. Das Magazin ist in seinem Selbstverständnis vor allem Forum für junge Nachwuchsautoren und Künstler und möchte zu einem künstlerischen Nachdenken über die Gesellschaft anregen, in der wir leben.
Zur Redaktion gehören Volker Best, Anne von der Bey, Sandra Elgaß und Andreas Lipowsky, sowie ehemals Marc Holzenbecher und Nike Marquardt.

## Autoren und Künstler (Auswahl)
In um[laut] erschien u. a. Prosa und Lyrik von Stefan Reich, Clemens Schittko, Timo Berger, Isabel Cole, René Hamann, Herbert Hindringer, Marius Hulpe, Adrian Kasnitz, Myriam Keil, Anne Klapperstück, Claudia Kohlus, Sascha Kokot, Christian Kreis, Mario Laatsch, Stan Lafleur, Maik Lippert, Peter Neumann, Jinn Pogy, Eva Roman, Ulrike Almut Sandig, Stefan Schmitzer, Thomas Steiner, Isabella Vogel, Manuel Stallbaumer, Bülent Kacan, Olga Grjasnowa und Milena Oda.
Im Bereich Fotografie, Malerei und Zeitgenössische Kunst erschienen bisher u. a. Arbeiten von Christian Awe, Brad Downey, Christoph Engel, Katharina Greve, Joachim Eskildsen, Caterina Micksch, Lise Harlev, Laurent Impeduglia, Miranda July, Susann Körner, Heiko Mattausch, Barbara Ambrusch-Rapp, Slinkachu, Elena Steiner und Tassilo Sturm.